# Fritz Hollenbeck
Fritz Hollenbeck (* 23. Oktober 1929 in Lübz; † 2. Juni 2021 in Hamburg) war ein deutscher Schauspieler und Hörspielsprecher.

## Leben
Von 1945 bis 1947 nahm er Schauspielunterricht bei Lucie Höflich. Seine schauspielerische Laufbahn begann Hollenbeck 1947 am Mecklenburgischen Staatstheater in Schwerin. Er war dort bis 1951 Ensemblemitglied, dann spielte er unter anderem in Staßfurt und 1955 am Theater Erfurt. 1956 sprach er bei Helene Weigel und Bertolt Brecht vor und erhielt ein Engagement beim Berliner Ensemble. Dort spielte er in allen wichtigen Inszenierungen mit.
Als Hollenbeck 1961 während eines Besuchs mit Frau und Sohn in Hamburg vom Bau der Berliner Mauer überrascht wurde, kehrte die Familie nicht in die DDR zurück und blieb in der Bundesrepublik. Hier stand er zunächst auf der Bühne der Hamburger Kammerspiele, es folgte 1966 ein Engagement am Ulmer Theater. Hollenbeck, der sich schon zu seinen DDR-Zeiten dem niederdeutschen Theater zugehörig fühlte, kam 1972 ans Ohnsorg-Theater in Hamburg, das seine künstlerische Heimat wurde. Neben den Sendungen aus dem Theater kennen Fernsehzuschauer Hollenbeck aus Serien wie Der Landarzt, wo er in 68 Folgen den Wirt Asmussen spielte. In der Serie Onkel Bräsig spielte er die Hauptrolle Zacharias Bräsig. 1969 spielte er in dem halbdokumentarischen Fernsehfilm Der Attentäter die Hauptrolle des Widerstandskämpfers Georg Elser. Diese gehört zu seinen größten und erfolgreichsten Rollen. 1970 erhielten Hans Gottschalk (Buch) und Rainer Erler (Regie) für den Film den Adolf-Grimme-Preis mit Gold. Er wurde zwei Mal im Tatort (Strandgut (1972) und Kurzschluss (1975)) besetzt, bei denen Wolfgang Petersen die Regie führte. 
Er war mit der Schauspielerin Rotraud Conrad verheiratet und lebte zuletzt in Hamburg-Eppendorf. Am 7. Juni 2021 veröffentlichte das Ohnsorg-Theater einen Nachruf auf den Schauspieler, der am 2. Juni 2021 im Alter von 91 Jahren verstorben war.

## Ehrungen
- 1988: Johannes-Gillhoff-Preis[6]

## Filmografie (Auswahl)
- 1957: Katzgraben (Theateraufzeichnung) – Regie: Max Jaap und Manfred Wekwerth
- 1958: Die Mutter (Rolle: Napkin; Theateraufzeichnung) – Regie: Manfred Wekwerth und Harry Bremer
- 1960: Fernsehpitaval: Der Fall Haarmann (Rolle: Hehler Finke, Kriminalfilmreihe)
- 1961: Mutter Courage und ihre Kinder (Rolle: Der junge Bauer, Theateraufzeichnung)
- 1965: Gestatten, mein Name ist Cox (26-teilige Krimiserie, 2 Folgen) – Regie: Georg Tressler
- 1966: Hafenpolizei (39-teilige Krimiserie, Der Eisbär, Rolle: Fotograf) – Regie: John Olden
- 1966: Preis der Freiheit (Fernsehfilm, Rolle: Firzlaff) – Regie: Egon Monk
- 1966: Wenn die Musik nicht wär... (13-teilige Fernsehserie, 1 Folge Professor Grobian) – Regie: Georg Tressler
- 1968: Die Artisten in der Zirkuskuppel: ratlos (Spielfilm, Rolle: Sprecher) – Regie: Alexander Kluge
- 1969: Der Attentäter (Fernsehfilm, Rolle: Georg Elser) – Regie: Rainer Erler
- 1971: Das Wunder (Fernsehfilm, Rolle: Walter) – Regie: Rolf Busch
- 1971: Der Herr Schmidt – Ein deutsches Spektakel mit Polizei und Musik (Fernsehfilm) – Regie: Otto Tausig
- 1971–1972: Hamburg Transit (52-teilige Krimiserie, 2 Folgen) – Regie: Hermann Leitner, Claus Peter Witt
- 1972: Anna und Totò (Fernsehfilm, Rolle: Karl Niggenaber) – Regie: Wolfgang Petersen
- 1972: Das Kurheim (13-teilige Fernsehserie, 1 Folge Verdächtigungen) – Regie: Dieter Wedel
- 1972: Ein Chirurg erinnert sich (Fünfteilige Fernsehserie, Rolle: Herr Woyna, 1 Folge Komplikationen) – Regie: Bruno Voges
- 1972: Einmal im Leben – Geschichte eines Eigenheims (Dreiteiliger Fernsehfilm, 2 Folgen, Rolle: Zweiter Bauarbeiter) – Regie: Dieter Wedel
- 1972: Tatort: Strandgut (Kriminalfilm, Rolle: Polizeimeister Janusch) – Regie: Wolfgang Petersen
- 1973: Bauern, Bonzen und Bomben (Fünfteiliger Fernsehfilm, Rolle: Sekretär Piekbusch) – Regie: Egon Monk
- 1973: Rund um Kap Hoorn (Ohnsorg-Theater, Rolle: Detektiv Mollich) – Regie: Jochen Schenck
- 1974: Die Verrohung des Franz Blum (Spielfilm, Rolle: Aldo Fuchs) – Regie: Reinhard Hauff
- 1974: Das Sympathiemittel (Ohnsorg-Theater, Rolle: Gottfried Mestermann) – Regie: Karl-Otto Ragotzky
- 1974: Lokalseite unten links (56-teilige Fernsehserie, Folgenzahl unbekannt)
- 1974: Mutter Griepsch mischt mit (Ohnsorg-Theater, Rolle: Hans Steguweit) – Regie: Alfred Johst
- 1975: Das Messer im Rücken (Spielfilm, Rolle: Verteidiger) – Regie: Ottokar Runze
- 1975: Frau Pieper lebt gefährlich (Ohnsorg-Theater, Rolle: Kommissar Brockmann) – Regie: Alfred Johst, Jochen Schenck
- 1975: John Glückstadt (Spielfilm) – Regie: Ulf Miehe
- 1975: Tadellöser & Wolff (Zweiteiliger Fernsehfilm, 1 Folge) – Regie: Eberhard Fechner
- 1975: Tatort: Kurzschluss (Kriminalfilm, Rolle: Herr Schönau) – Regie: Wolfgang Petersen
- 1976: Ein herrlicher Tag (Fernsehfilm, Rolle: Oberstudienrat) – Regie: Diethard Klante
- 1976: Hans und Heinz Kirch (Fernsehfilm) – Regie: Günter Gräwert
- 1976: Paule Pauländer (Fernsehfilm) – Regie: Reinhard Hauff
- 1978: Der Etappenhase (Ohnsorg-Theater, Rolle: Ummo Ullen) – Regie: Karl-Otto Ragotzky
- 1978: Der politische Bock (Ohnsorg-Theater, Rolle: Fröbbe) – Regie: Karl-Otto Ragotzky
- 1978–1980: Onkel Bräsig (42-teilige Fernsehserie, Hauptrolle, Zacharias Bräsig) – Regie: Volker Vogeler, Stanislav Barabáš
- 1980: Achtung Zoll! (48-teilige Fernsehserie, Apoll, Rolle: Onkel Willy) – Regie: Hermann Leitner
- 1980: Das Naturtalent (Ohnsorg-Theater, Rolle: Johnny Dierks) – Regie: Karl-Otto Ragotzky
- 1980: Schneider Wibbel (Ohnsorg-Theater, Rolle: Anton Wibbel) – Regie: Alfred Johst
- 1981: Kollege Generaldirektor (Ohnsorg-Theater) – Regie: Karl-Otto Ragotzky
- 1981: Kudenow oder An fremden Wassern weinen (Fernsehfilm, Rolle: Arzt) – Regie: Claus Peter Witt
- 1981: Späte Liebe geht ins Geld (Ohnsorg-Theater, Rolle: Karl) – Regie: Hans Timmermann
- 1981: St. Pauli-Landungsbrücken (60-teilige Fernsehserie, 1 Folge, Kleine Hexe) – Regie: Dieter Kehler
- 1982: Doktur Puust (Ohnsorg-Theater, Rolle: Bernd Bruhn) – Regie: Wolf Rahtjen
- 1982: Eine Frau für den Klabautermann (Ohnsorg-Theater) – Regie: Hans-Jürgen Ott
- 1982: Mein Bruder und ich (Fernsehfilm, Rolle: Inspizient) – Regie: Claus Peter Witt
- 1982: Schwarz Rot Gold – Unser Land (18-teilige Krimiserie, 1 Folge, Rolle: Tankwart) – Regie: Dieter Wedel
- 1983: Der Paragraphenwirt (13-teilige Fernsehserie, 1 Folge, Verirrte Akten, Rolle: Gerichtsdiener) – Regie: Thomas Fantl
- 1983: Kinder unseres Volkes (Fernsehfilm) – Regie: Stephan Rinser
- 1983: Nordlichter: Geschichten zwischen Watt und Wellen (Vierteilige Fernsehserie, 1 Folge, Siehnbohnsupp) – Regie: Wolfgang Staudte
- 1984: Helga und die Nordlichter (13-telige Fernsehserie, 6 Folgen)
- 1984: Mensch sein muß der Mensch (Ohnsorg-Theater, Rolle: Polizeimeister Johannes Wilke) – Regie: Alfred Johst
- 1985: … Erbin sein – dagegen sehr (12-teilige Fernsehserie, 1 Folge, Hausinspektion, Rolle: Rechtsanwalt) – Regie: Hermann Leitner
- 1985: Familie Schlapphoff (Ohnsorg-Theater, Rolle: Alfred Schlapphoff) – Regie: Wilfried Dziallas
- 1985: Mit Axel auf Achse (Fernsehfilm) – Regie: Wilfried Dotzel
- 1985: Schöne Aussichten (Fernsehfilm, Rolle: Krischan Kock) – Regie: Hans Timmermann
- 1987–2001: Der Landarzt (297-teilige Fernsehserie, Rolle: Wirt Asmussen, 68 Folgen)
- 1988: Der Fahnder (201-teilige Fernsehserie, 1 Folge, Der Favorit, Rolle: Eppinger) – Regie: Peter Adam
- 1988: Kasse bitte! (17-teilige Fernsehserie) – Regie: Peter Adam
- 1989: Der Düvelsblitz (Ohnsorg-Theater) – Regie: Claus Landsittel
- 1989: Die Deern ist richtig (Ohnsorg-Theater, Rolle: Klaus Schnack) – Regie: Jens-Werner Fritsch
- 1990: Die spanische Fliege (Ohnsorg-Theater, Rolle: Anton Tiedemeier) – Regie: Sigmar Börner, Hans Timmermann
- 1991: Na sowas (Ohnsorg-Theater, Rolle: Herr Tannenberg) – Regie: Hans Timmermann
- 1992: Die schwebende Jungfrau (Ohnsorg-Theater, Rolle: Theodor) – Regie: Thomas Bayer
- 1992: Pension Sonnenschein (Ohnsorg-Theater, Rolle: Kurt) – Regie: Ilo von Jankó
- 1993: Ein Mann am Zug (16-teilige Fernsehserie, 2 Folgen) – Regie: Peter Carpentier, Vera Loebner
- 1993–1998: Evelyn Hamanns Geschichten aus dem Leben (56-teilige Fernsehserie, 2 Folgen) – Regie: Wolfgang Luderer, Jürgen Goslar
- 1993: Glücksspiel im Pastorenhaus (Ohnsorg-Theater, Rolle: Onkel Albrecht) – Regie: Gerlach Fiedler
- 1993: Manda Voss wird 106 (Ohnsorg-Theater, Rolle: Oberst Waldemar, Mandas Sohn) – Regie: Ilo von Jankó
- 1994: Elbflorenz (13-teilige Fernsehserie, 3 Folgen) – Regie: Franz Josef Gottlieb, Manfred Mosblech
- 1995: Herzklabastern (Ohnsorg-Theater, Rolle: Alfred) – Regie: Claus Landsittel
- 1996: Peter Strohm (63-teilige Fernsehserie, 1 Folge, Privatsache) – Regie: Jürgen Roland
- 1996: Wenn man Meyer heißt (Ohnsorg-Theater, Rolle: Magnus Matthäus Meyer) – Regie: Wilfried Dziallas
- 1997: Alphateam – Die Lebensretter im OP (261-teilige Fernsehserie, 1 Folge, Misstrauen) – Regie: Norbert Skrovanek
- 1997: Einsatz Hamburg Süd (26-teilige Fernsehserie, 1 Folge, Rolle: Paul Raabe, Der Mann aus Eisen) – Regie: Matthias Glasner
- 1997: In Luv und Lee die Liebe (Ohnsorg-Theater, Rolle: Dreesen) – Regie: Wilfried Dziallas
- 1997: Seemann, gib acht! (Ohnsorg-Theater, Rolle: Pastor Pusbach) – Regie: Helm Bindseil
- 1998: Lisa Falk – Eine Frau für alle Fälle (13-teilige Fernsehserie, 1 Folge, Champagner und Currywurst) – Regie: Norbert Skrovanek
- 1999: Mordkommission (12-teilige Fernsehserie, 1 Folge, Kalte Liebe, Rolle: Varely) – Regie: Matthias Glasner
- 2000: Die Schule am See (44-teilige Fernsehserie, 1 Folge, Vaternöte, Rolle: Willi Krause)
- 2001–2007: Großstadtrevier (Fernsehserie, 2 Folgen) – Regie: Jürgen Roland, Jan Ruzicka

## Theater (Auswahl)
- 1954: Thomas Gabbe: Der kristallene Schuh (Narr) – Regie: ? (Städtische Bühnen Erfurt)
- 1960: Bertolt Brecht: Die Dreigroschenoper (Filch) – Regie: Erich Engel (Berliner Ensemble)

## Hörspiele (Auswahl)
Die Liste ist nach der Erstausstrahlung (EA) bzw. Veröffentlichung (VÖ) sortiert.
- 1960: Anna Schlotterbeck, Friedrich Schlotterbeck: An der Fernverkehrsstraße 106 (Steinfurt) – Regie: Theodor Popp (Rundfunk der DDR) – EA: 27. Apr. 1960
- 1960: Walter Karl Schweickert, Wolfgang Beck: Erich währt am längsten (Springer) – Regie: Wolfgang Brunecker (Rundfunk der DDR) – EA: 23. Nov. 1960
- 1961: Klaas Smelik: Der Untergang der Eppie Reina (Leichtmatrose Scholtens) – Regie: Edgar Kaufmann (Rundfunk der DDR) – EA: 25. Apr. 1961
- 1963: Hanna Emuth: Fummel und Bummel bei den Katzenkindern (Karo, ein Hund) – Regie: [unbekannt] (Litera) – VÖ: 1963
- 1972: Hermann Bruhn: Nachtigall ünner Kreihn (Hermann Kinz, Kaufmann) – Regie: Günther Siegmund (NDR) – EA: 28. Feb. 1972 (niederdeutsch)
- 1972: Ingeborg Gurr-Sörensen: Een in'n sinn (1. Kartenspieler) – Regie: Günther Siegmund (NDR) – EA: 10. Juli 1972 (niederdeutsch)
- 1973: Günther Siegmund: Gift (Hein Braasch, Schiffskoch) – Regie: Hermann Lenschau (NDR) – EA: 5. Mär. 1973 (niederdeutsch)
- 1973: Hans-Heinrich Rottgardt: De Schnapsidee (Hinnerk) – Regie: Rudolf Beiswanger (NDR) – EA: 16. Mär. 1973 (niederdeutsch)
- 1973: Ingeborg Gurr-Sörensen: Uteneenleevt (Arzt) – Regie: Heinz Lanker (NDR) – EA: 7. Mai 1973 (niederdeutsch)
- 1973: Hans Egon Jürgensen: Millionär in't Hus (Friedrich Maiboom, Hausdiener) – Regie: Rudolf Beiswanger (NDR) – EA: 4. Juni 1973 (niederdeutsch)
- 1973: Friedrich Albes: Allens in'n Buddel (Kurt Putzer, Dorfbarbier) – Regie: Karl-Heinz Kreienbaum (NDR) – EA: 9. Juli 1973 (niederdeutsch)
- 1973: Klaas Smelik: De Fro Adriana (Koch) – Regie: Günther Siegmund (NDR) – EA: 3. Sep. 1973 (niederdeutsch)
- 1973: Walther Kist: Dat goode Geweten (Paul Wendt, Lehrer) – Regie: Rudolf Beiswanger (NDR) – EA: 26. Okt. 1973 (niederdeutsch)
- 1973: Johann Diedrich Bellmann: Een Engel is kommen (Hermann, Bauer) – Regie: Jochen Schenck (NDR) – EA: 26. Nov. 1973 (niederdeutsch)
- 1974: Hans Hansen Palmus: Dat hest dorvun ... (Peters, Kriminalbeamter) – Regie: Heinz Lanker (NDR) – EA: 1. Mär. 1974 (niederdeutsch)
- 1974: Hans Henning Holm: Dat Modell (Stimme) – Regie: Walter A. Kreye (RB/NDR) – EA: 1. Apr. 1974 (niederdeutsch)
- ?: Wolfgang Gerth: Fröhtog (Unbekannter) – Regie: Walter Bäumer (RB) – EA: 8. Juli 1974 (niederdeutsch)
- ?: Jep Nissen Andersen: Dat Mallör (Korl Körner, Pensionär) – Regie: Wolf Rahtjen (RB) – EA: 5. Aug. 1974 (niederdeutsch)
- ?: Wilhelm Staudacher: Rohrbacher (2. Arbeiter) – Regie: Friedrich Schütter (RB/NDR) – EA: 10. Feb. 1975 (niederdeutsch)
- 1975: Henryk M. Broder, Frank Grützbach: Hey, Boys and Girls, let's have a good time together – Regie: Frank Grützbach (NDR) – EA: 18. Mai 1975
- 1975: Hans Henning Holm: De Pelz (Peter Busch, Hausmeister) – Regie: Günther Siegmund (NDR) – EA: 18. Juli 1975 (niederdeutsch)
- ?: Gerd Lüpke: Nummern (Pohlmann) – Regie: Hans-Jürgen Ott (RB) – EA: 19. Juli 1975 (niederdeutsch)
- ?: Dieter Paul: Petroleum mobile (Emil, Opas Hilfskraft) – Regie: Günther Siegmund (RB/NDR) – EA: 15. Sep. 1975 (niederdeutsch)
- ?: Elke Heidenreich, Bernd Schroeder: Geburtsdagsfiern (Franz) – Regie: Günter Bommert (RB/NDR) – EA: 17. Nov. 1975 (niederdeutsch)
- ?: Hermann Boßdorf: De Fährkroog (Kröger) – Regie: Walter A. Kreye (RB/NDR) – EA: 6. Sep. 1976 (niederdeutsch)
- ?: Franz Rehbein: Pellkantüffeln un Hering (1. Teil: Kinnertied in Pommern) – Regie: Curt Timm (RB/NDR) – EA: 22. Nov. 1976 (niederdeutsch)
- 1976: Walther Kist: Knall un Fall (Harm Hansen, Bauer) – Regie: Rudolf Beiswanger (NDR) – EA: 17. Dez. 1976 (niederdeutsch)
- ?: Wolfgang Gerth: Dat Geweeten (August) – Regie: Michael Leinert (RB/NDR) – EA: 4. Apr. 1977 (niederdeutsch)
- 1976: Helmut Vieth: De Plaan (Hannes Meier, Tankstelleninhaber) – Regie: Karl Otto Ragotzky (NDR) – EA: 29. Apr. 1977 (niederdeutsch)
- ?: Hermann Bredehöft: De Goos tellt duppelt (Hinnerk Menken) – Regie: Walter A. Kreye (RB/NDR) – EA: 27. Juni 1977 (niederdeutsch)
- ?: Fritz Drobe: De Madonna von Brachendörp (Besucher) – Regie: Jochen Schenck (RB/NDR) – EA: 15. Jan. 1979 (niederdeutsch)
- ?: Fritz Reuter: As de Eskimos den Globus nich mehr dreihen – und de Meckelnborgers Revolutschon maken wullen (Zacharias Bräsig) – Regie: Walter A. Kreye (RB/NDR) – EA: 26. Mär. 1979 (niederdeutsch)
- ?: Helmut Vieth: Allens oder nix (Peter Thiessen, Rentner) – Regie: Karl-Heinz Kreienbaum (RB/NDR) – EA: 7. Mai 1979 (niederdeutsch)
- 1979: Walter Kist: Du büst doch nich Amphitryon? (Amphitryon, König von Theben) – Regie: Karl-Otto Ragotzky (NDR) – EA: 31. Aug. 1979 (niederdeutsch)
- 1979: Herbert Lattmann: Eenbahnstraat (Albert Mucks) – Regie: Jochen Schenck (RB/NDR) – EA: 17. Sep. 1979 (niederdeutsch)
- 1979: Wolfgang Altendorf: Söben Tügen (Bürgermeister) – Regie: Curt Timm (NDR) – EA: 19. Okt. 1979 (niederdeutsch)
- ?: Bernard Fathmann: De gröne Hinnerk (Anton) – Regie: Hans Helge Ott (RB/NDR) – EA: 11. Feb. 1980 (niederdeutsch)
- ?: Hermann Otto: Güntsiet vun'n Polarsteern (Hans Godglück) – Regie: Michael Leinert (RB/NDR) – EA: 17. Mär. 1980 (niederdeutsch)
- ?: Ingeborg Gurr-Sörensen: Nich för hunnertdusend Mark (Hannes Witt) – Regie: Uwe Friedrichsen (RB/NDR) – EA: 28. Juli 1980 (niederdeutsch)
- 1980: Wolfgang Altendorf: Kuddl sien Klock (Clausen, Hausmeister) – Regie: Karl-Otto Ragotzky (NDR) – EA: 29. Aug. 1980 (niederdeutsch)
- ?: Manfred Haug: De dode Hund (Willem) – Regie: Hans-Jürgen Ott (RB/NDR) – EA: 27. Okt. 1980 (niederdeutsch)
- ?: Georg Bühren: Ganz na baben (Theo Gelker, Bauer) – Regie: Claus Boysen (RB/NDR) – EA: 30. Nov. 1981 (niederdeutsch)
- 1981: Hans-Hinrich Kahrs: De Feriensiedlung (Fritz Butt) – Regie: Hans Helge Ott (RB/NDR) – EA: 7. Dez. 1981 (niederdeutsch)
- ?: Hermann Otto: Sößtig (Bernhard Snieta) – Regie: Wolf Rahtjen (RB/NDR) – EA: 1. Nov. 1982 (niederdeutsch)
- ?: Felix Mitterer: Halfklook (Bernhard Snieta) – Regie: Konrad Hansen (RB/NDR) – EA: 22. Nov. 1982 (niederdeutsch)
- ?: Klaus Meinert: Pauli (Pauli) – Regie: Michael Leinert (RB/NDR) – EA: 29. Nov. 1982 (niederdeutsch)
- ?: Wolfgang Gerth: Herz-As (Peter) – Regie: Walter A. Kreye (RB/NDR) – EA: 12. Dez. 1982 (niederdeutsch)
- ?: Hermann Otto: Fleesch (Thies) – Regie: Jochen Schütt (RB/NDR) – EA: 7. Nov. 1983 (niederdeutsch)
- ?: Friedrich Hans Schaefer: Nachtmanöver (Marten Lührs) – Regie: Rolf Nagel (RB/NDR) – EA: 26. Dez. 1983 (niederdeutsch)
- ?: Wolfgang Gerth: De Böberste (Ferdinand Henpel, Saaldiener) – Regie: Jochen Schütt (RB/NDR) – EA: 4. Mai 1984 (niederdeutsch)
- ?: Heinrich Kraus: De Hotvolee (Josef Kramer, Heimatdichter) – Regie: Rolf Nagel (RB/NDR) – EA: 24. Sep. 1984 (niederdeutsch)
- ?: Ingeborg Gurr-Sörensen: Breeven ut San Franzisco (Max, Vorarbeiter) – Regie: Wolfgang Schenck (RB/NDR) – EA: 12. Nov. 1984 (niederdeutsch)
- ?: Gunda Wirschun: Clara un Paula (Max, Vorarbeiter) – Regie: Wolfgang Schenck (RB/NDR) – EA: 4. Mär. 1985 (niederdeutsch)
- ?: Uwe Jürgensen: Ferien op "Country-Fit" (Hannes Thomsen) – Regie: Wolf Rahtjen (RB/NDR) – EA: 11. Nov. 1985 (niederdeutsch)
- 1987: Michael Batz: Wer liebt, der fällt" (Physiker) – Regie: Hans Rosenhauer (NDR) – EA: 18. Mär. 1987
- 1987: Berthold Deutschmann: Kröten-Lore" (Opa) – Regie: Hans-Helge Ott (RB) – EA: 7. Juli 1987
- ?: Manfred Haug: De dode Hund (Willem) – Regie: Hans-Jürgen Ott (RB/NDR) – EA: 3. Aug. 1987 (niederdeutsch)
- 1989: Frank Grupe: Kastendiek & Bischoff (7. Folge: Die Ehrenrunde) (Opa Kastendiek) – Regie: Jochen Schütt, Hans Helge Ott (RB) – EA: 8. Juli 1989
- 1989: Konrad Hansen: Kastendiek & Bischoff (16. Folge: Selbstbedienung) (Opa Kastendiek) – Regie: ? (RB) – EA: 11. Nov. 1989
- 1990: Peter Bendixen: Doon un Laten (Hannes) – Regie: Hans Helge Ott (RB/Hans Helge Ott/NDR) – EA: 30. Mär. 1991 (niederdeutsch)
- 1990: Wolfgang Sieg: Verännerung (Feddersen) – Regie: Claus Boysen (RB/NDR) – EA: 8. Mär. 1993 (niederdeutsch)
- 1993: Hans-Hinrich Kahrs: Överleeven (Heini) – Regie: Edgar Bessen (RB/NDR) – EA: 1. Nov. 1993 (niederdeutsch)
- 1994: Erich R. Andersen: Arvschop, verdreihte (Vater) – Regie: Jochen Schütt (RB/NDR) – EA: 16. Mai 1994 (niederdeutsch)
- 1994: Ernst-Otto Schlöpke: Lüttstadt-Bummel – Regie: Hans Helge Ott (RB/Jochen Schütt/NDR) – EA: 8. Aug. 1994 (niederdeutsch)
- 1994: Hermann Otto: De Befund (John) – Regie: Jochen Schütt (RB/NDR) – EA: 14. Nov. 1994 (niederdeutsch)
- 1995: Hans Henny Jahnn: Dat Verspreken – Regie: Edgar Bessen (RB/NDR) – EA: 26. Juni 1995 (niederdeutsch)
- 1995: Christina Calvo: Schwarze Welle 13 (Günter Fritzjohann) – Regie: Hans Rosenhauer (NDR) – EA: 23. Juli 1995
- 1995: Hartmut Cyriacks, Peter Nissen: Kastendiek & Bischoff (219. Folge: Tiefgefroren) (Opa Kastendiek) – Regie: Christiane Ohaus (RB) – EA: 12. Okt. 1995
- 1995: Hartmut Cyriacks, Peter Nissen: Kastendiek & Bischoff (220. Folge: Bomben-Idee) (Opa Kastendiek) – Regie: Christiane Ohaus (RB) – EA: 19. Okt. 1995
- 1995: Bodo Schirmer: Kastendiek & Bischoff (221. Folge: Hochzeitstag) (Opa Kastendiek) – Regie: Christiane Ohaus (RB) – EA: 26. Okt. 1995
- 1995: Hartmut Cyriacks, Peter Nissen: Kastendiek & Bischoff (222. Folge: Der blaue Masur) (Opa Kastendiek) – Regie: Christiane Ohaus (RB) – EA: 2. Nov. 1995
- 1995: Hartmut Cyriacks, Peter Nissen: Kastendiek & Bischoff (225. Folge: Von der Rolle) (Opa Kastendiek) – Regie: Jochen Schütt (RB) – EA: 23. Nov. 1995
- 1995: Bodo Schirmer: Kastendiek & Bischoff (229. Folge: Ein besinnliches Fest) (Opa Kastendiek) – Regie: Hans Helge Ott (RB) – EA: 21. Dez. 1995
- 1995: Hartmut Cyriacks, Peter Nissen: Kastendiek & Bischoff (232. Folge: Schwarzmalerei) (Opa Kastendiek) – Regie: Jochen Schütt (RB) – EA: 11. Jan. 1996
- 1995: David Safier: Kastendiek & Bischoff (235. Folge: Wiedervereinigung) (Opa Kastendiek) – Regie: Jochen Schütt (RB) – EA: 1. Feb. 1996
- 1996: Ernst-Otto Schlöpke: De Sülverkuffer (Max) – Regie: Hans Helge Ott (RB/NDR) – EA: 1. Juni 1996 (niederdeutsch)
- 1996: Hans Helge Ott: Kastendiek & Bischoff (256. Folge: Ehrlich mäht) (Opa Kastendiek) – Regie: Hans Helge Ott (RB) – EA: 11. Juli 1996
- 1996: Bodo Schirmer: Kastendiek & Bischoff (258: Schatten in der Nacht) (Opa Kastendiek) – Regie: Hans Helge Ott (RB) – EA: 25. Juli 1996
- 1996: Angela Gerrits: Die Strandpiraten (3. Teil) (Hein) – Regie: Alex Neumann (NDR/WDR/DLR Berlin) – EA: 15. Dez. 1996
- 1996: Bodo Schirmer: Kastendiek & Bischoff (280. Folge: Weihnachten in der Wümmestraße) (Opa Kastendiek) – Regie: Frank Grupe (RB) – EA: 26. Dez. 1996
- 1996: Hartmut Cyriacks, Peter Nissen: Kastendiek & Bischoff (283. Folge: Saftladen) (Opa Kastendiek) – Regie: Gottfried von Einem (RB) – EA: 16. Jan. 1997
- 1996: Konrad Hansen: An de Eck vun't Paradies (Philipp) – Regie: Georg Bühren (RB/NDR) – EA: 25. Jan. 1997 (niederdeutsch)
- 1997: Bodo Schirmer: Kastendiek & Bischoff (289. Folge: Partyservice) (Opa Kastendiek) – Regie: Hans-Helge Ott (RB) – EA: 27. Feb. 1997
- 1997: Bodo Schirmer: Kastendiek & Bischoff (299. Folge: Vatertag und Großwildjagd) (Opa Kastendiek) – Regie: Gottfried von Einem (RB) – EA: 8. Mai 1997
- 1997: Walter Gerlach: Letzte Blicke auf das Schloß (Priester) – Regie: Gottfried von Einem (RB) – EA: 3. Juni 1997
- 1997: Hartmut Cyriacks, Peter Nissen: Kastendiek & Bischoff (310. Folge: Erblast) (Opa Kastendiek) – Regie: Frank Grupe (RB) – EA: 24. Juli 1997
- 1997: Gustav Meyrink: Meister Leonhard (Ein Diener) – Regie: Alexander Schuhmacher (NDR) – EA: 5. Nov. 1997
- 1997: Bodo Schirmer: Kastendiek & Bischoff (326. Folge: Sturmfreie Bude) (Opa Kastendiek) – Regie: Frank Grupe (RB) – EA: 13. Nov. 1997
- 1997: Angela Gerrits: Kastendiek & Bischoff (329. Folge: Advent, Advent) (Opa Kastendiek) – Regie: Hans Helge Ott (RB) – EA: 4. Dez. 1997
- 1997: Angela Gerrits: Kastendiek & Bischoff (330. Folge: Familiensinn) (Opa Kastendiek) – Regie: Hans Helge Ott (RB) – EA: 11. Dez. 1997
- 1997: Hartmut Cyriacks, Peter Nissen: Kastendiek & Bischoff (331. Folge: Bock auf Backen) (Opa Kastendiek) – Regie: Hans Helge Ott (RB) – EA: 18. Dez. 1997
- 1997: Bodo Schirmer: Kastendiek & Bischoff (335. Folge: Abgemustert) (Opa Kastendiek) – Regie: Christiane Ohaus (RB) – EA: 29. Jan. 1998
- 1997: Emmanuel Bove: Die Ahnung – Regie: Irene Schuck (NDR) – EA: 4. Mär. 1998
- 1998: Bodo Schirmer: Kastendiek & Bischoff (343. Folge: Butterkuchen und Leberwurst) (Opa Kastendiek) – Regie: Hans Helge Ott (RB) – EA: 29. Jan. 1998
- 1998: Peter Bendixen: Besöök bi Nacht (Hannes) – Regie: Frank Grupe (RB/Jochen Schütt/NDR) – EA: 16. Mai 1998 (niederdeutsch)
- 1998: Bodo Schirmer: Kastendiek & Bischoff (351. Folge: Gastfreundschaft und Kundennähe) (Opa Kastendiek) – Regie: Christiane Ohaus (RB) – EA: 21. Mai 1998
- 1999: Bodo Schirmer: Kastendiek & Bischoff (374. Folge: Ausgebüxt) (Opa Kastendiek) – Regie: ? (RB/Jochen Schütt) – EA: 28. Jan. 1999
- 1999: Hartmut Cyriacks, Peter Nissen: Kastendiek & Bischoff (376. Folge: Der Giftzahn) (Opa Kastendiek) – Regie: Gottfried von Einem (RB/Jochen Schütt) – EA: 11. Feb. 1999
- 1999: Angela Gerrits: Kastendiek & Bischoff (379. Folge: Geschmäcker sind verschieden) (Opa Kastendiek) – Regie: Gottfried von Einem (RB/Jochen Schütt) – EA: 4. Mär. 1999
- 1999: Hartmut Cyriacks, Peter Nissen: Kastendiek & Bischoff (416. Folge: Fit halten) (Opa Kastendiek) – Regie: Hans Helge Ott (RB) – EA: 20. Jan. 2000